# Rijswijk (stacja kolejowa)
Rijswijk – stacja kolejowa w Rijswijk, w prowincji Holandia Południowa, w Holandii. Znajdują się tu 2 perony.
| Rijswijk                                              |  |                                   |
| Linia Amsterdam Centraal – Rotterdam Centraal (65 km) |  |                                   |
| Delftodległość: 4 km                                  |  | Den Haag Moerwijk odległość: 2 km |